# She Came, She Saw, She Conquered
She Came, She Saw, She Conquered è un cortometraggio muto del 1911 diretto da Van Dyke Brooke.

## Produzione
Il film fu prodotto dalla Vitagraph Company of America.

## Distribuzione
Distribuito dalla General Film Company, il film - un cortometraggio in una bobina - uscì nelle sale cinematografiche statunitensi il 26 luglio 1911.